# Gremolata

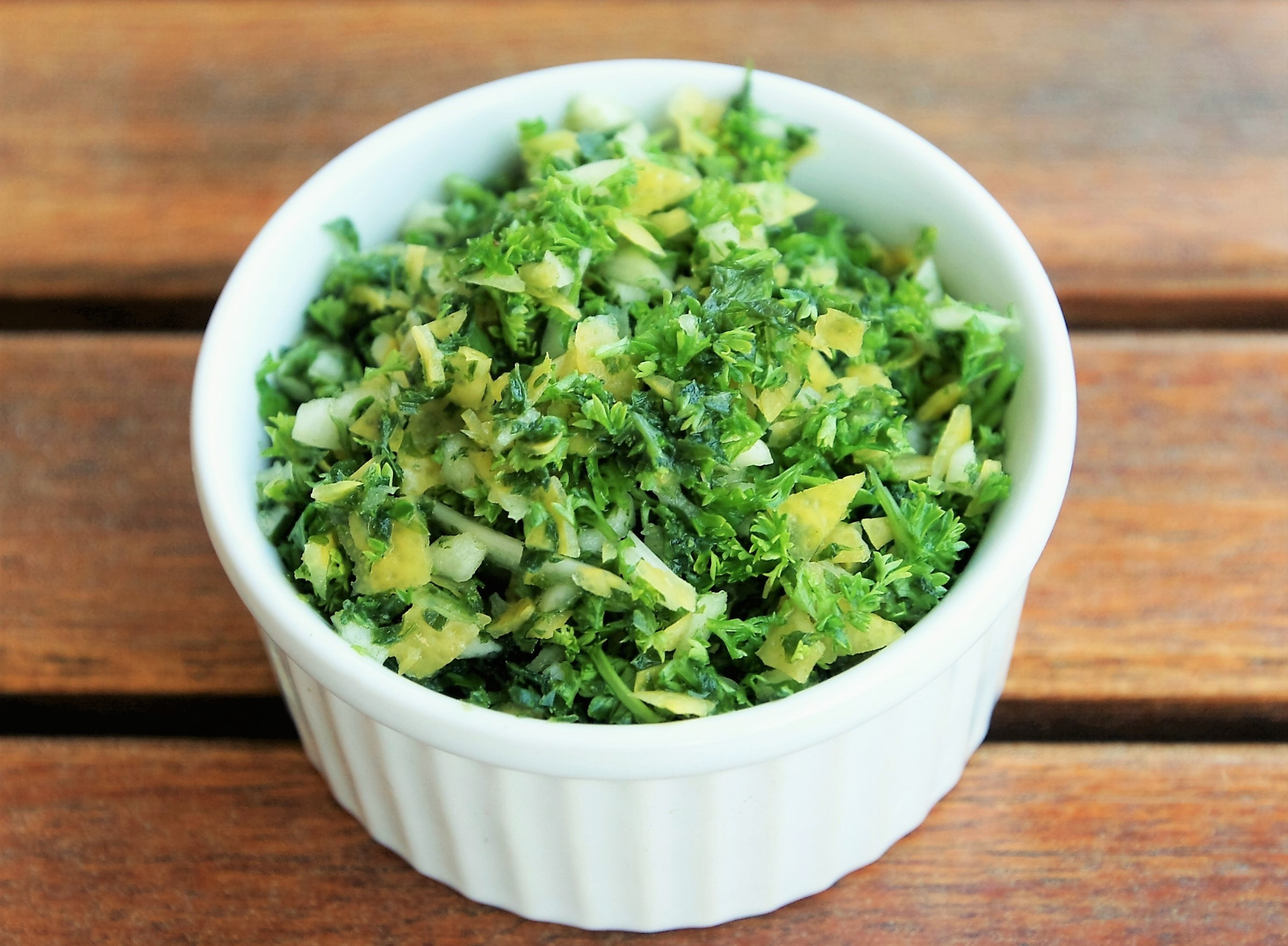
Gremolata.

Gremolata är en italiensk kryddblandning bestående av hackad persilja, hackad vitlök och citronskal (se zest). Den används traditionellt som garnering av ossobuco alla milanese men passar med sin enkelhet en mängd maträtter.